# Steven Adler
Steven Adler, född 22 januari 1965 i Cleveland, Ohio, är en amerikansk trummis, mest känd för att ha varit medlem i rockbandet Guns N' Roses mellan 1985 och 1990. 
Adler träffade som 13-åring Slash och de bildade så småningom bandet Road Crew tillsammans. Adler gick i samband med detta över till trummor efter att tidigare ha spelat gitarr. 1985 gick de båda över till Guns N' Roses, Adler ersatte bandets originaltrummis Rob Gardner. Han medverkade på Live ?!*@ Like a Suicide, Appetite for Destruction och G N' R Lies innan han 1990 tvingades lämna gruppen på grund av svåra drogproblem. Han ersattes av Matt Sorum.
Adler spelar nu i bandet Adler's Appetite.

## Diskografi (urval)

### Med Guns N' Roses
Studioalbum
- Appetite for Destruction (1987)
- G N' R Lies (1988)
- Use Your Illusion II (1991) (endast på låten Civil War")

Livealbum
- Live Era '87-'93 (1999)

EP
- Live ?!*@ Like a Suicide (1986)
- Live from the Jungle (1988)

### Med Adler's Appetite
EP
- Adler's Appetite (2005)
- Alive (2012)

### Med Adler
Studioalbum
- Back from the Dead (2012)